# Wólka Modrzejowa
Wólka Modrzejowa [pronunciación en polaco: /ˈvulka mɔdʐɛˈjɔva/] es una aldea ubicada en el distrito administrativo de Gmina Rzeczniów, dentro del condado de Lipsko, Voivodato de Mazovia, en el centro-este de Polonia. Se encuentra a unos 7 kilómetros al suroeste de Rzeczniów, a 21 kilómetros al suroeste de Lipsko, y a 129 kilómetros al sur de Varsovia.